# Seychellenskink
De seychellenskink (Trachylepis wrightii) is een hagedis uit de familie skinken (Scincidae).

## Naam en indeling
De soort werd voor het eerst wetenschappelijk beschreven door George Albert Boulenger in 1887. Oorspronkelijk werd de naam Mabuya wrightii gebruikt en onder deze naam wordt de skink vaak in de literatuur aangeduid.
Er worden twee ondersoorten erkend die verschillen in uiterlijk en verspreidingsgebied.
| Naam                           | Auteur          | Verspreidingsgebied |
| ------------------------------ | --------------- | ------------------- |
| Trachylepis wrightii ilotensis | Rendahl, 1939   | Seychellen          |
| Trachylepis wrightii wrightii  | Boulenger, 1887 | Seychellen          |

## Uiterlijke kenmerken
De totale lengte bedraagt ongeveer 30 centimeter en iets meer dan de helft daarvan bestaat uit de lange staart. De lichaamskleur is bruin tot donkerbruin met een donkere flankstreep en een beige buik en keel. De voorpoten zijn duidelijk kleiner dan de achterpoten, de nek is erg dik. De schubben zijn glad en glanzend.

## Levenswijze
De seychellenskink is overdag actief en neemt graag een zonnebad, de hagedis leeft voornamelijk op de bodem. Het voedsel bestaat uit insecten, maar in de lente en zomer wordt er ook naar vogeleieren gezocht. Alleen de eieren van op de bodem broedende vogels worden hierbij buitgemaakt. De hagedis rolt de eieren van de rotsen zodat ze stuk gaan en de inhoud makkelijk kan worden opgelikt.
De vrouwtjes zetten geen eieren af maar brengen volledig ontwikkelde jongen ter wereld.

## Verspreiding en habitat
De seychellenskink is een typische bodembewoner die soms in een boom klimt om zich snel te verstoppen, maar meestal onder stenen en tussen de strooisellaag leeft. De soort komt alleen voor op de Seychellen, een eilandengroep ten noordoosten van Madagaskar. De hagedis is aangetroffen op de eilanden Aride, Cousin, Cousine, Frégate, Mamelles, St. Pierre en Ile aux Récifs.
De habitat bestaat uit granietrotsen waar de eilanden rijk aan zijn en met name die delen waar de afzetting guano voorkomt. Guano is een soort turf maar bestaat in plaats van planten uit de gedroogde mest van vogels, het is daardoor erg rijk aan mineralen.

### Bedreigingen
Mede door het feit dat guano gewonnen werd door de mens om er onder andere fosfor en zwavel uit te halen, is deze soort sterk achteruitgegaan door milieuvervuiling. Ondanks dat de gewenste mineralen tegenwoordig kunstmatig uit zouten worden gehaald en de winning aan het stagneren is, wordt de seychellenskink nog steeds beschouwd als zeldzaam. Dit komt omdat de aantallen zeevogels waarvan de hagedis deels afhankelijk is voor zijn voedsel achteruit gaan.
Door de internationale natuurbeschermingsorganisatie IUCN is de beschermingsstatus 'kwetsbaar' toegewezen (Vulnerable of VU).